# 대한민국 민법 제691조
대한민국 민법 제691조는 위임종료시의 긴급처리에 대한 민법 친족법 조문이다. 본 조는 1958년 2월 22일 법률 제471호로 제정되었으며, 1960년 1월 1일부터 시행되었다.

## 조문
제691조(위임종료시의 긴급처리) 위임종료의 경우에 급박한 사정이 있는 때에는 수임인, 그 상속인이나 법정대리인은 위임인, 그 상속인이나 법정대리인이 위임사무를 처리할 수 있을 때까지 그 사무의 처리를 계속하여야 한다. 이 경우에는 위임의 존속과 동일한 효력이 있다.

第691條 (委任終了時의 緊急處理)委任終了의 境遇에 急迫한 事情이 있는 때에는 受任人, 그 相續人이나 法定代理人은 委任人, 그 相續人이나 法定代理人이 委任事務를 處理할 수 있을 때까지 그 事務의 處理를 繼續하여야 한다. 이 境遇에는 委任의 存續과 同一한 效力이 있다.

## 같이 보기
- 수임인
- 위임인